# Portapak
Le Sony Video Rover Portapak, commercialié par Sony à partir de 1967, est le tout premier enregistreur vidéo qui peut être porté et manipulé par une personne seule, utilisable ainsi par le grand public. Autonome, il est alimenté par batterie électrique.
Jusqu'alors, le poids et le volume des caméras de télévision, 16mm et télécinéma, rendaient indispensable un appareillage spécifique: un véhicule pour le transport, et un pied pour y fixer la caméra pendant le prise de vue. L'apparition du Portapak rend possible le tournage et l'enregistrement de vidéos sans studio ni équipe, fût-ce au prix d'une qualité technique réduite. Le Portapak est donc rapidement adopté par les professionnels et les amateurs, notamment pour rendre compte de sujets d'actualité nécessitant quelque déplacement
.

## References
1. ↑  (en) Charles Bensinger, « The Video Guide », Video-Info Publications, 1981 (consulté le 26 avril 2013)